# Rezerwat przyrody Barucice
Rezerwat przyrody „Barucice” – leśny rezerwat przyrody znajdujący się na terenie powiatu brzeskiego, w gminie Lubsza, na terenie Stobrawskiego Parku Krajobrazowego. Jest to drugi co do wielkości tego rodzaju obszar chroniony w województwie opolskim.
Rezerwat przyrody „Barucice” został utworzony 4 marca 2010 roku Zarządzeniem nr 60/09 Regionalnego Dyrektora Ochrony Środowiska w Opolu z dnia 31 grudnia 2009 r. w celu ochrony zbiorowisk leśnych: łęgowych i grądowych z rzadkimi i podlegającymi ochronie prawnej gatunkami roślin. W drugiej połowie XIX w. na terenie dzisiejszego rezerwatu przyrody „Barucice” założono jedną z 68 znajdujących się na terenie dzisiejszej Polski specjalnych leśnych powierzchni badawczych, zwanych od nazwiska niemieckiego naukowca powierzchniami Schwappacha.
Rezerwat położony jest na południe od wsi Borucice, na gruntach należących do wsi Rogalice.
Rezerwat jest typu leśnego. Na terenie rezerwatu występuje 11 gatunków roślin chronionych i wiele rzadkich, w tym kukułka Fuchsa (Dactylorhiza fuchsii), podkolan biały (Platanthera bifolia), kruszczyk szerokolistny (Epipactis helleborine), listera jajowata (Listera ovata), wawrzynek wilczełyko (Daphne mezereum), przylaszczka pospolita (Hepatica nobilis), łuskiewnik różowy (Lathraea squamaria), jarzmianka większa (Astrantia major), żywiec dziewięciolistny (Dentaria enneaphyllos) i cebulkowy (Dentaria bulbifera).
Na terenie rezerwatu występują również 33 gatunki chronionych zwierząt, w większości to ptaki, do najcenniejszych należą: dzięcioł czarny (Dryocopus martius), dzięcioł średni (Dendrocopos medius), dzięcioł zielonosiwy (Picus canus), muchołówka białoszyja (Ficedula albicollis), jastrząb zwyczajny (Accipiter gentilis), wilga (Oriolus oriolus) i kruk (Corvus corax).
Rezerwat leży na terenie Nadleśnictwa Brzeg. Nadzór nad rezerwatem sprawuje Regionalny Dyrektor Ochrony Środowiska w Opolu. Na mocy obowiązującego planu ochrony ustanowionego w 2017 roku, obszar rezerwatu objęty jest ochroną czynną.

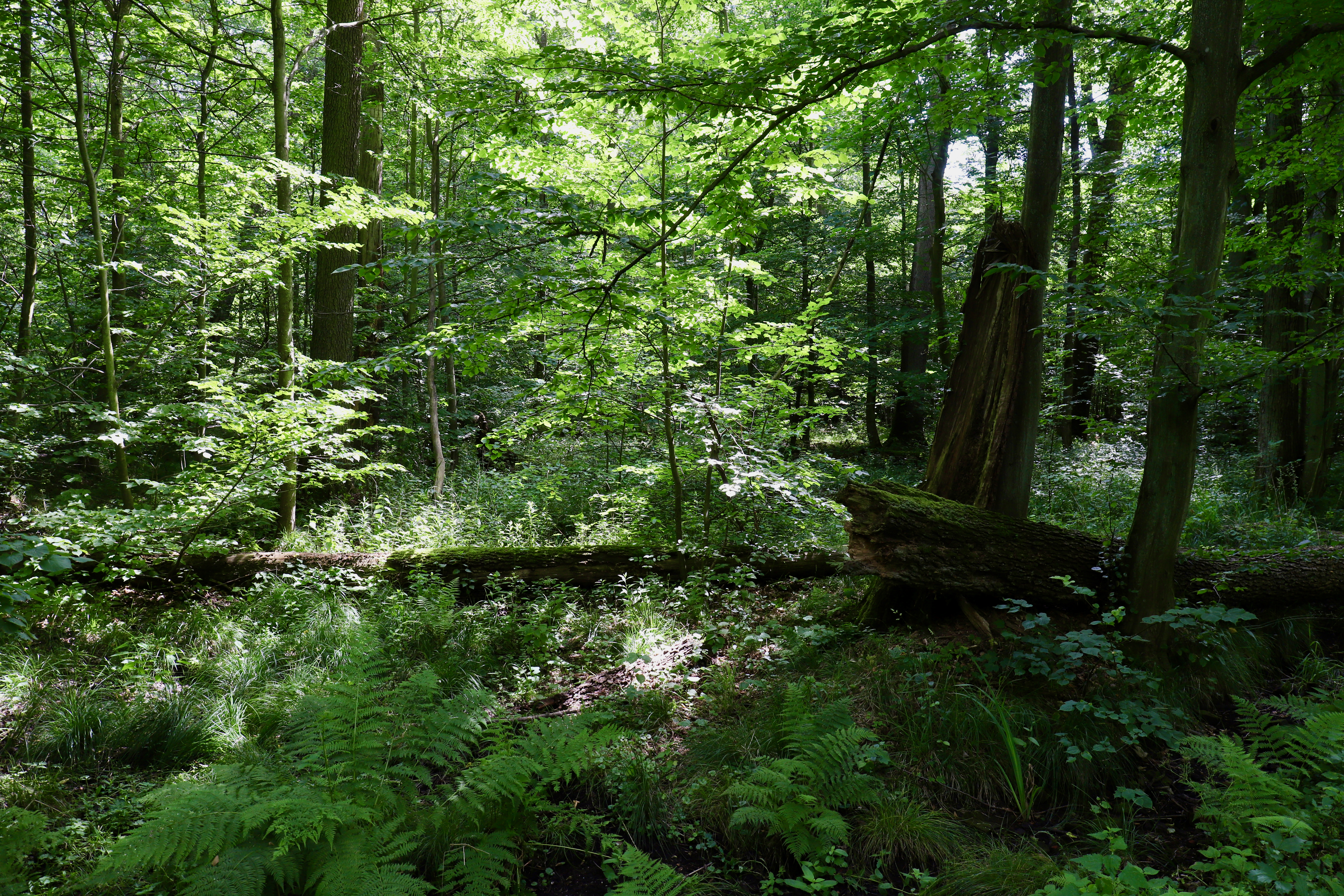
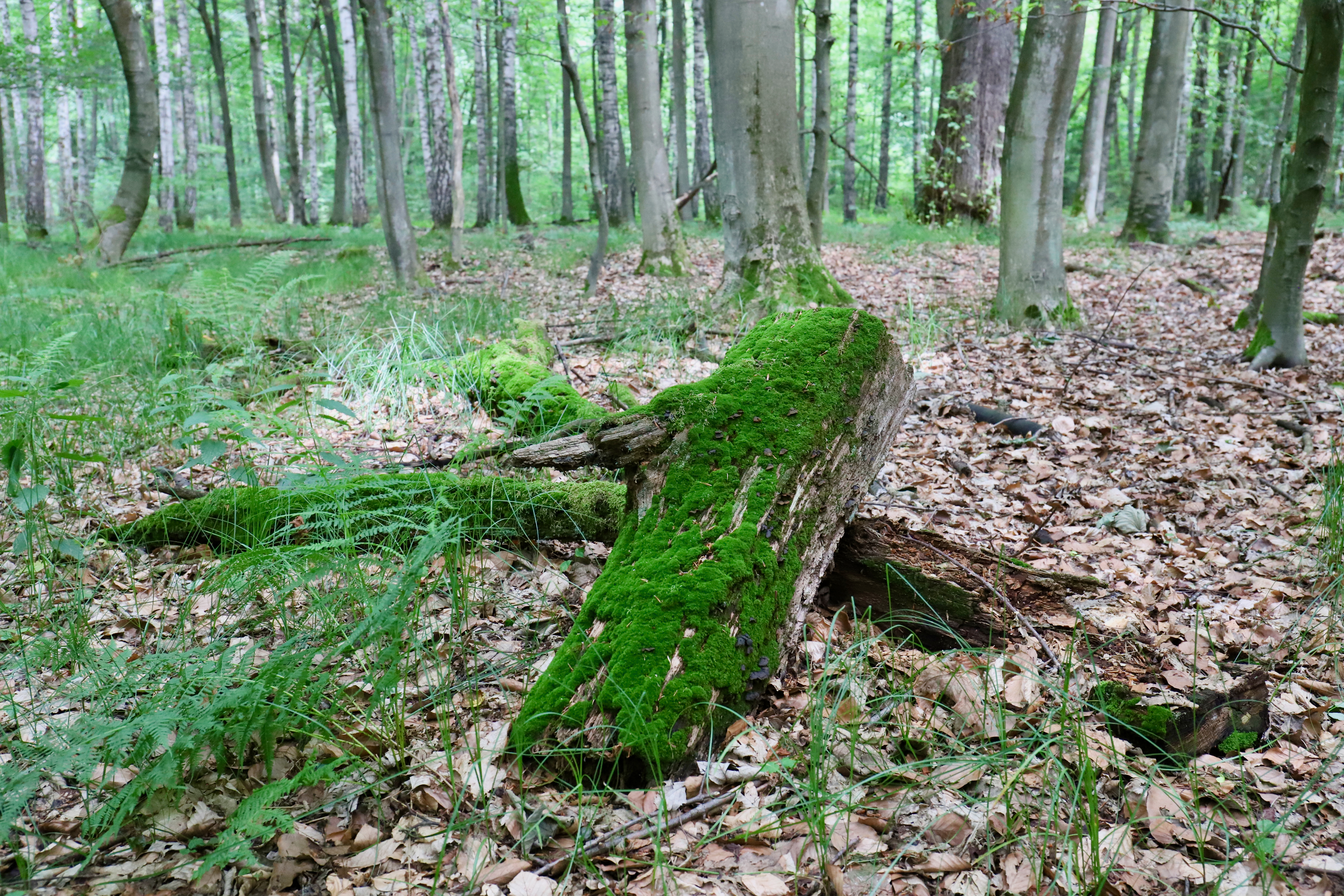
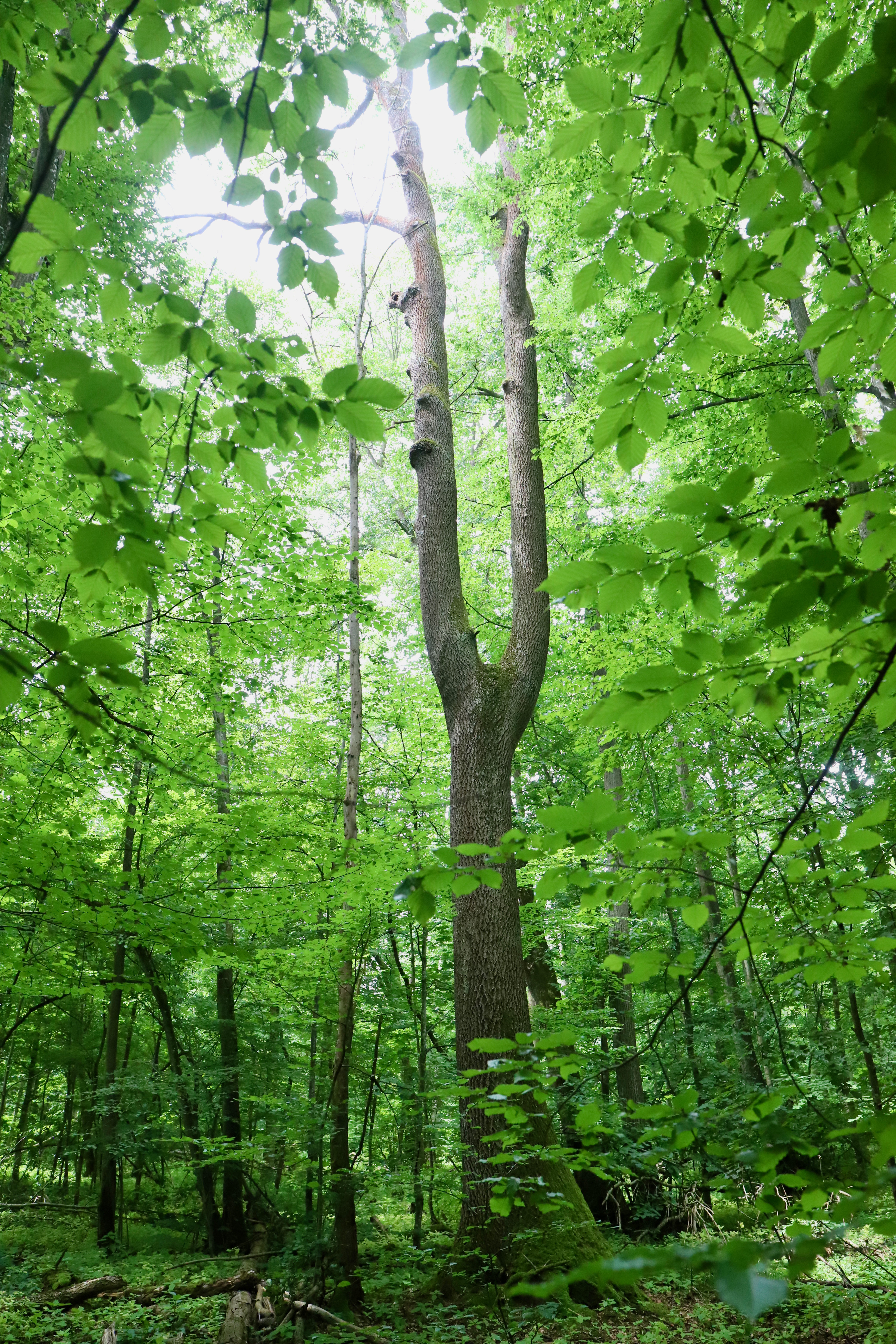
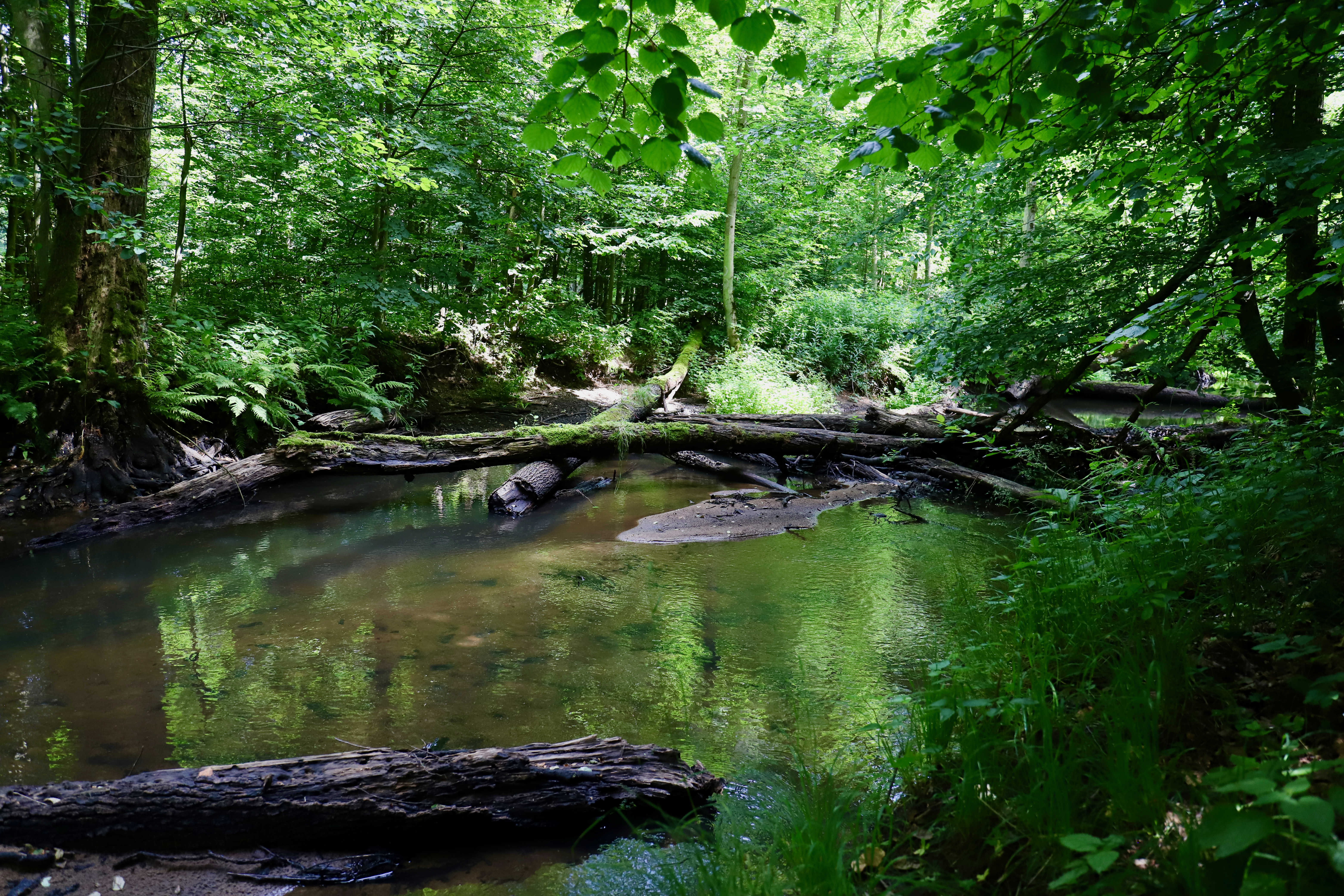
Smortawa
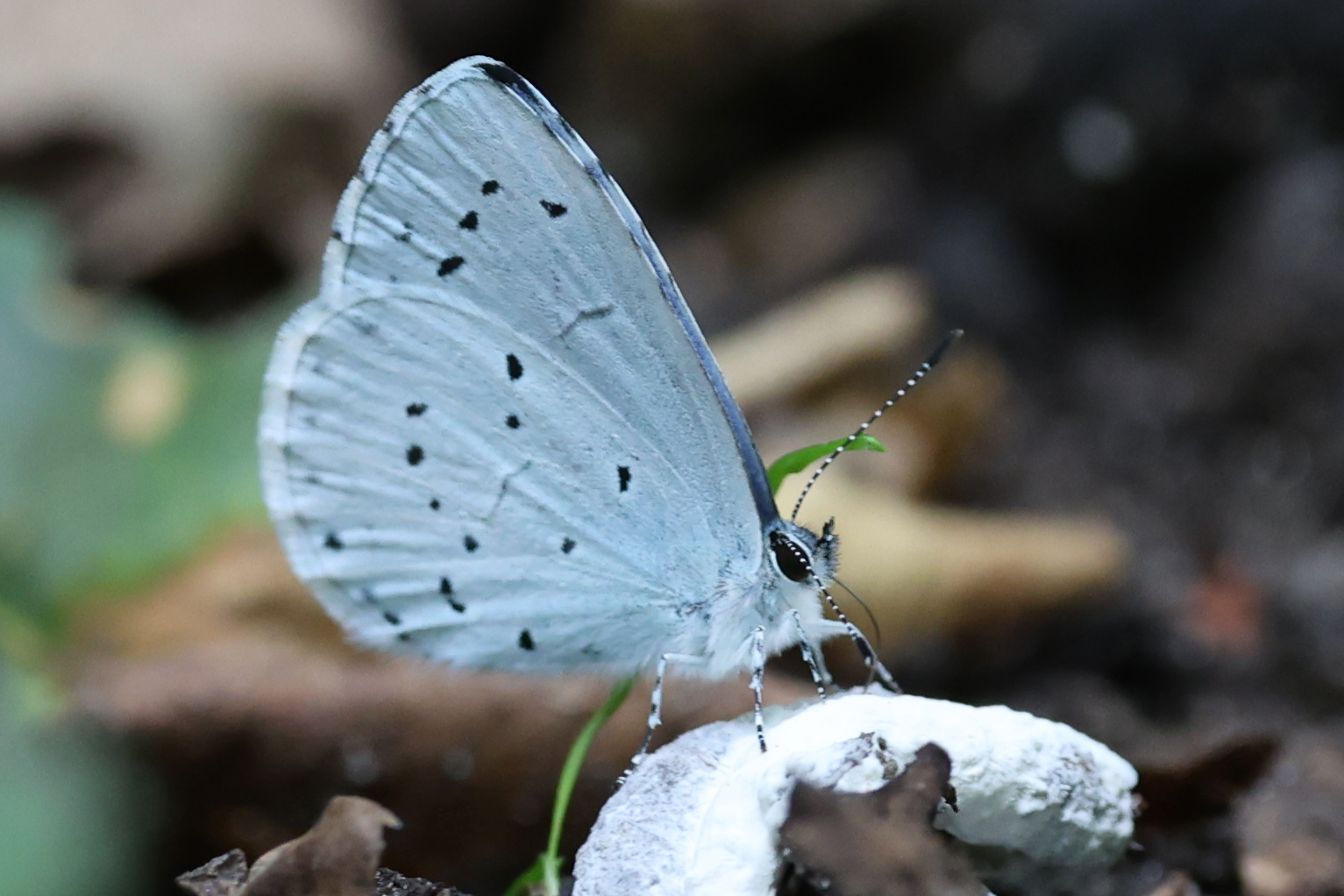
Modraszek wieszczek
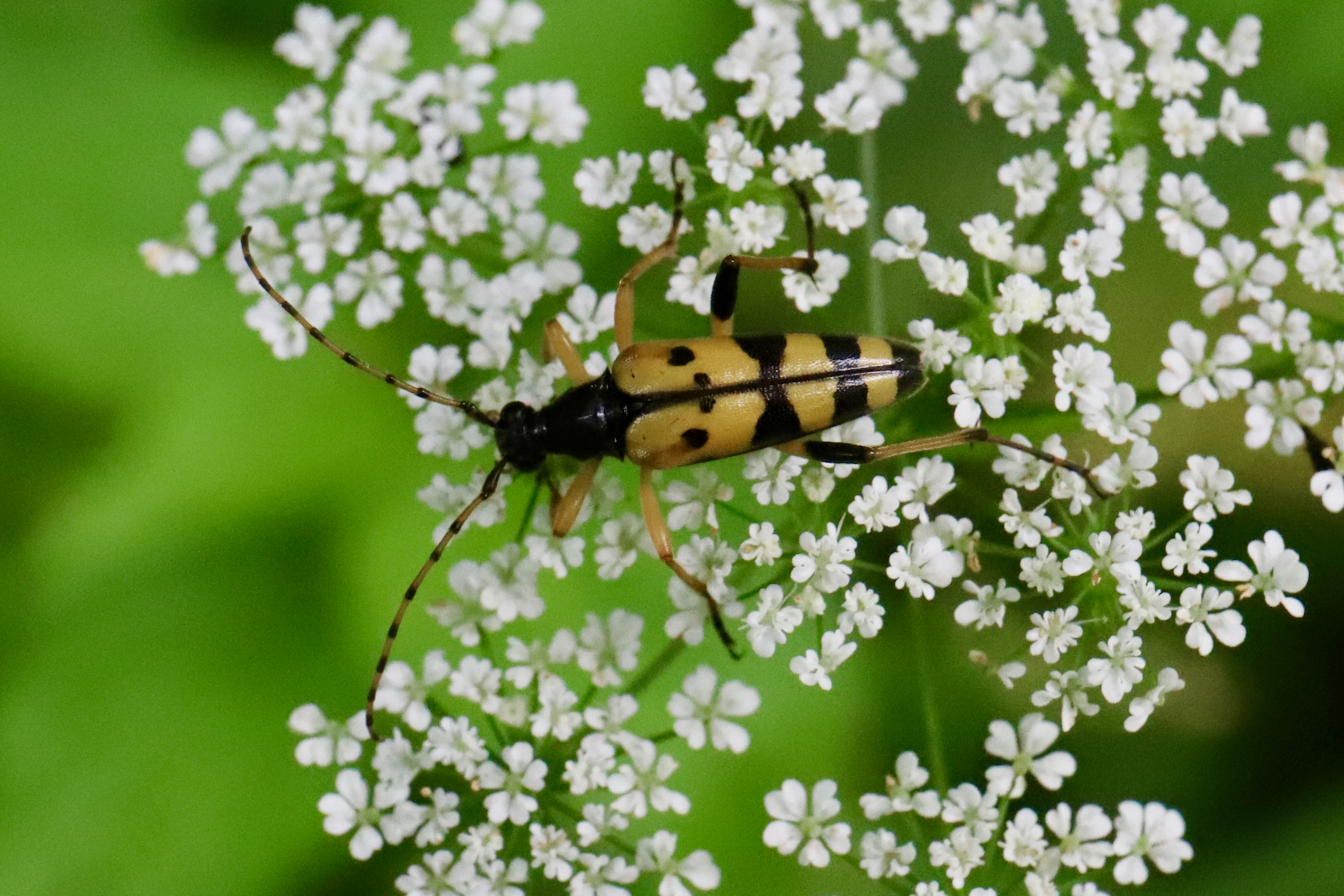
Baldurek pstrokaty
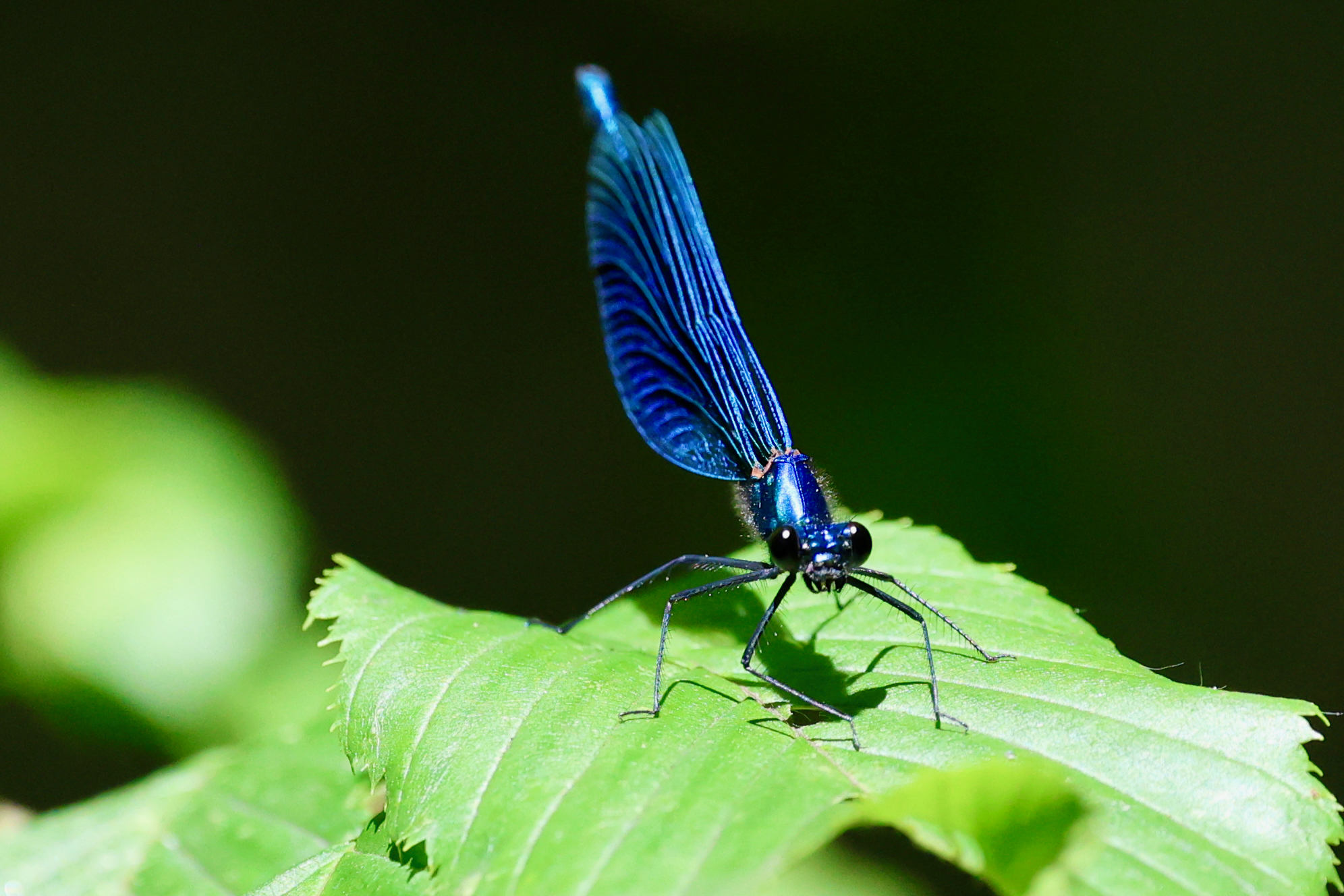
Świtezianka dziewica
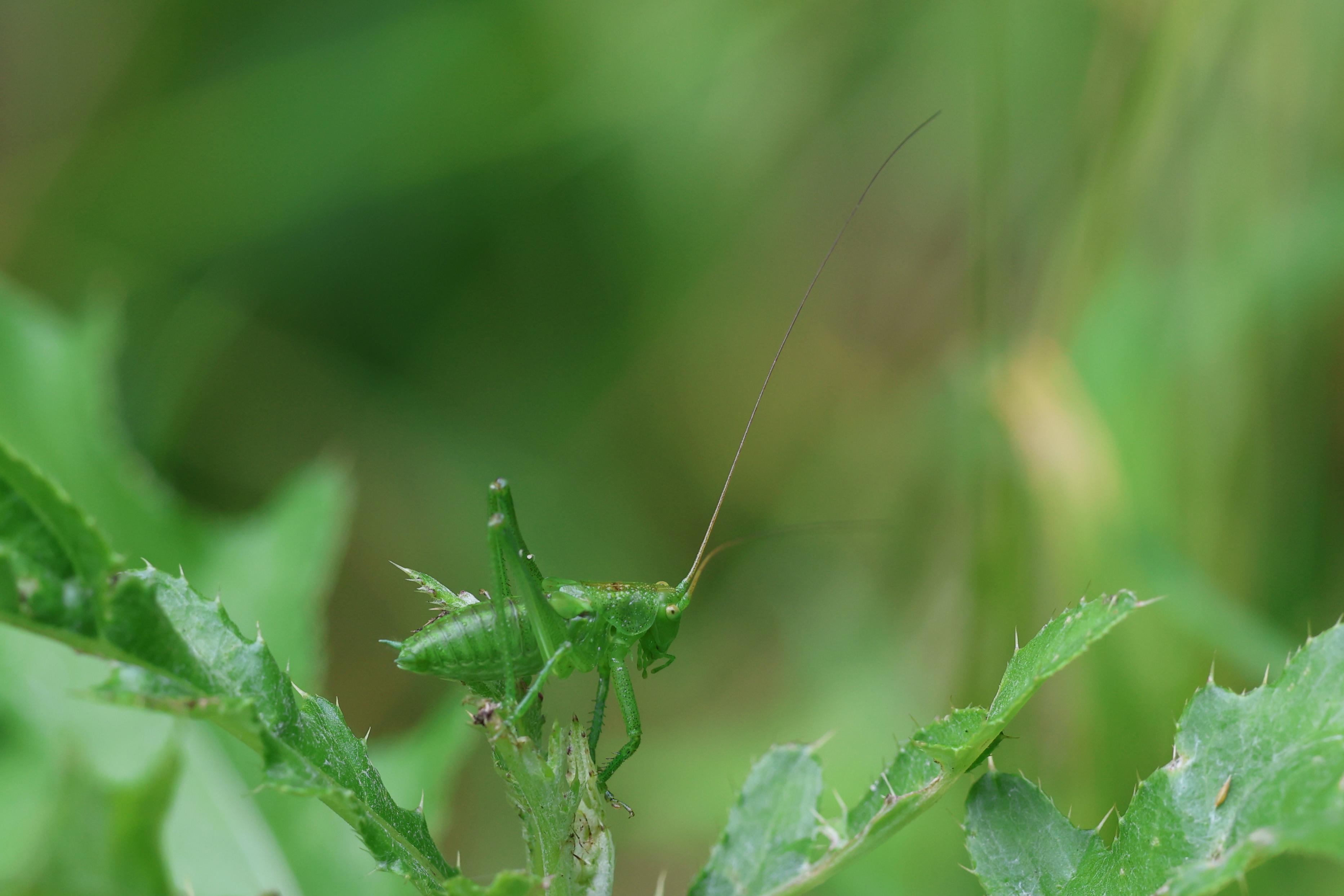
Pasikonik zielony